# Amable Faucon
Œuvres principales
- Henriada,
- Conte de las perditz

Amable Faucon né le 21 septembre 1724 à Riom et décédé dans cette ville le 12 avril 1808, est un écrivain et poète d'expression auvergnate,,.
Il s'inscrit comme une des figures du mouvement rococo de l'occitan du XVIIIe siècle,. Il est plus généralement, une des figures de la littérature en auvergnat.
Faucon participe également à la vie politique riomoise et se voit devenir journaliste à la Révolution française.

## Biographie

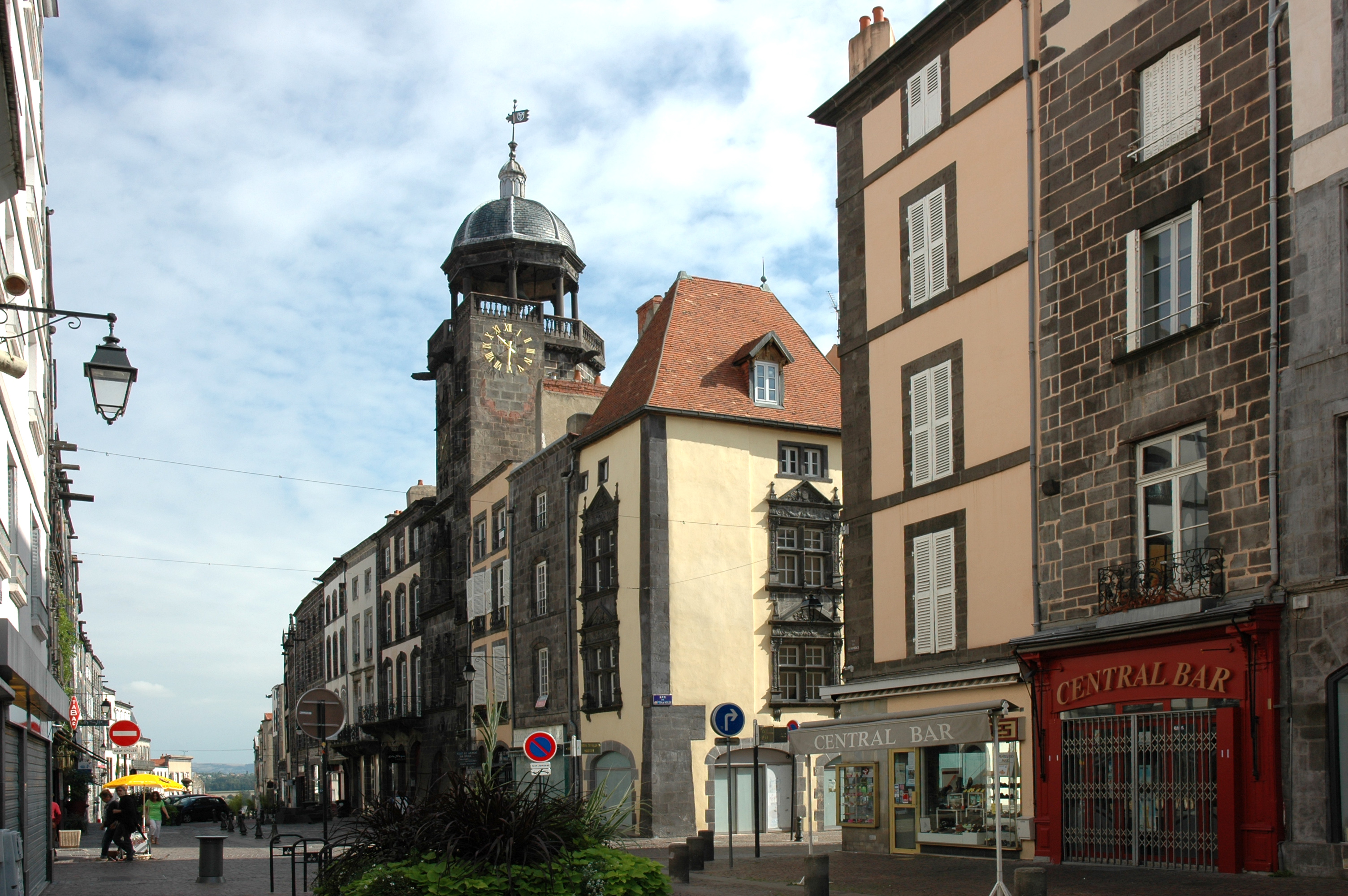
Place des Taules à Riom.

Amable Faucon est issu d'une famille bourgeoise de Riom qui réside dans la rue des Taules (« las taulas » en auvergnat, c'est-à-dire la « rue des tables » en référence au marché qui s'y tenait).
Il est le fils de Pierre Faucon, chapelier et de son épouse Françoise Faucon. D'abord élève au Collège de l'Oratoire de Riom il est par la suite prit au service d'un procureur pendant plusieurs années. Congédié par ce dernier il est mis sous la protection du président d'Avaux sur la recommandation de l'Intendant d'Auvergne, Charles-Antoine de Chazerat. Faucon devient alors conducteur des chemins dans le corps royal des Ponts et Chaussées. Presque simultanément il rencontre Jeanne Jacquet, originaire de Lyon, qu'il épouse le 4 novembre 1754, et avec qui il eut une nombreuse descendance.
Mis à la retraite il devint journaliste à la Révolution avant de revenir à sa fonction aux Ponts et Chaussées à l'âge de 72 ans.

## Œuvre littéraire

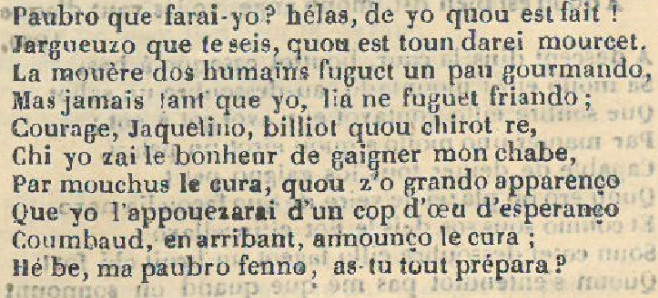
Extrait du Conte des Perdrix dans un recueil du XIXe siècle, Occitanica. Transcription en norme classique de l'occitan :
Paubra, qué farai ieu ? Ailàs, de ieu quò es fait !
Gergosa que te sèis, quò es ton darrèir morcèl.
La maire daus umans fuguèt un pauc gormanda.
Mas jamai tant que ieu, 'lha ne fuguèt frianda.
Coratge, Jaquelina, benliau quò sirá ren.
Si ieu z-ai le bonaür de ganhar mon chabet.
Per Monsur le curat, quò z-a granda aparença,
que ieu l'apaisarai d'un còp d'aiga d'esperança.
Combaud, en arribant, anonça le curat ;
Eh ben, ma paubra femna, as-tu tot preparat ?

À l'instar de la majorité des écrivains occitanophones de son siècle, Amable Faucon est issu de la petite bourgeoisie urbaine, qui elle seule continue d'écrire et de publier des textes en occitan. D'un point de vue linguistique les textes de Faucon sont représentatifs des parlers nord-occitans de Limagne et d'un point de vue littéraire par l'insertion d'éléments comiques mais également de morale.
Amable Faucon, en plus de ses nombreux poèmes, est également connu pour avoir écrit une parodie de La Henriade de Voltaire, publiée en 1798, et nommée La Henriada et connue en français sous le nom d'Henriade de Voltaire mise en vers burlesques auvergnats,. Élie Fréron, critique littéraire et contemporain de Faucon, affirme que Voltaire lui-même a lu et ri à la parodie de son texte.

## Postérité
Amable Faucon et ses textes sont régulièrement utilisés dans le cadre littéraire voir pédagogique occitan. Une rue porte également son nom à Riom.
Dans la seconde moitié du XIXe siècle, l'écrivain provençal Frédéric Mistral s'est en partie appuyé sur les textes de Faucon afin de recueillir les termes occitans d'Auvergne et réaliser son dictionnaire occitan Lo Tresaur dau Felibritge.

## Liste d’œuvres
Liste non exhaustive.
- La Henriada (en français La Henriade de Voltaire mise en vers burlesques auvergnats), [lire en ligne sur Tolosana, bibliothèque numérique de l'Université de Toulouse].
- Le Conte de las perdritz (fr. Le Conte des Perdrix), publié en 1798, [lire en ligne sur Occitanica]

## Pour approfondir